# Prešovská univerzita v Prešově
Prešovská univerzita v Prešově (slovensky Prešovská univerzita v Prešove) je veřejná vysoká škola univerzitního typu na Slovensku. Univerzita je členem European University Association, Danube Rectors' Conference a signatářem charty EMUNI.

## Historie
Univerzita byla zřízena zákonem č. 361/1996 Z. z. ze dne 10. prosince 1996 rozdělením Univerzity Pavla Jozefa Šafárika v Košicích na košickou (Univerzita Pavla Jozefa Šafárika) a prešovskou část (Univerzita v Prešově).
Historie většiny fakult je ale o mnoho delší, nejstarší z nich, Řeckokatolická teologická fakulta, navazuje na instituci založenou v roce 1880. Podle počtu fakult jde o třetí největší slovenskou univerzitu (po Univerzitě Komenského v Bratislavě a Univerzitě Pavla Jozefa Šafárika).
Kromě fakult je součástí univerzity Ústav rusínského jazyka a kultury, Ústav asijských studií, Ústav romských studií, Ústav maďarského jazyka a kultury, Centrum celoživotního a kompetenčního vzdělávání a Unipocentrum (Univerzitní informačně-poradenské centrum).
Prešovská univerzita má přes 10 000 studentů a 1040 pracovníků.

## Fakulty
Prešovská univerzita v Prešově má následující fakulty:
- Fakulta humanitních a přírodních věd (1997)
- Fakulta managementu (2004)
- Fakulta sportu (2004)
- Fakulta zdravotnických oborů (2002)
- Filozofická fakulta (1959)
- Řeckokatolická teologická fakulta (1880)
- Pedagogická fakulta (1949)
- Pravoslavná bohoslovecká fakulta (1950)

## Rektoři univerzity
V čele univerzity stáli rektoři:
- Karol Feč (1997–2003)
- František Mihina (2003–2007)
- René Matlovič (od roku 2007 dosud)

## Známí absolventi
- Michal (Dandár), pražský arcibiskup pravoslavné církve
- Rastislav (Gont), metropolita pravoslavné církve, arcibiskup prešovský